# بولوو
بولوو (به لهستانی:  Bolewo) یک روستا در لهستان است که در گمینا ستوپسک واقع شده‌است.